# 8번가의 기적
《8번가의 기적》(영어: Batteries Not Included, 영어: *batteries not included로 표현)은 미국에서 제작된 매슈 로빈스 감독의 1987년 가족 SF 판타지 코미디 드라마 영화이다. 흄 크로닌, 제시카 탠디 등이 출연하였고, 로널드 L. 슈워리 등이 제작에 참여하였다.

## 출연진
- 흄 크로닌
- 제시카 탠디
- 프랭크 맥레이
- 엘리자베스 페냐
- 마이클 카마인
- 데니스 부치캐리스
- 톰 올드리지
- 제인 호프먼
- 존 디샌티
- 존 팬코
- 매킨타이어 딕슨
- 마이클 그린
- 도리스 벨랙
- 웬디 샬
- 제임스 러그로

## 기타 제작진
- 협력 제작: 제럴드 R. 몰런
- 미술: 테드 하워스
- 의상: 애기 거라드 로저스